# Unidade de seleção
Uma unidade de selecção é uma entidade dentro de hierarquia da organização biológica (por exemplo, genes, células, indivíduos, grupos, espécies) que está sujeita a selecção natural. Durante várias décadas, tem havido um debate intenso entre biólogos evolutivos sobre a medida em que a evolução tem sido moldada pelas pressões selectivas que actuam nestes diferentes níveis. O debate tem sido tanto sobre o que significa ser a unidade de selecção como sobre a importância relativa das próprias unidades, por exemplo, se foi a selecção sobre indivíduos ou sobre grupos que levou à evolução do altruísmo, um tipo de comportamento no qual um indivíduo age em benefício do grupo, mesmo que tal atitude o prejudique em algum aspecto. Quando é notado que o altruísmo reduz a aptidão de indivíduos, é difícil ver como o altruísmo evoluíu dentro do contexto de selecção Darwiniana actuando sobre indivíduos. Nesse artigo iremos explicar e exemplificar cada unidade de seleção contribuindo para a adaptação do organismo.

## Seleção natural em diferentes níveis

### Em nível de gene

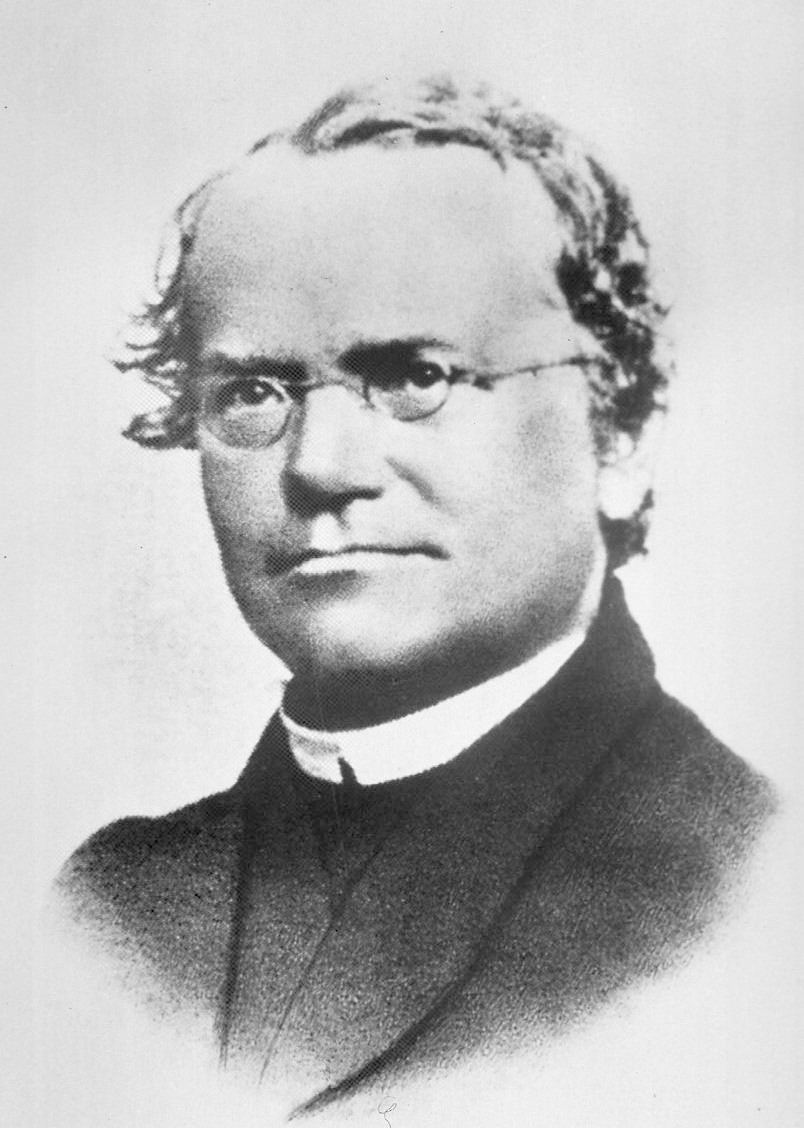
Gregor Mendel.

Exemplos de seleção em nível de gene são raros, mas o mais usado para exemplificar é a distorção da segregação, que é uma adaptação de um gene contra suas alternativas alélicas. Normalmente, na segregação independente de Mendel, considerando um loco gênico, um dos alelos é herdado, em média, pela metade da prole, e a outra metade herda o outro alelo. Dessa forma, há um equilíbrio na variedade genética entre a prole, onde não há vantagem entre os alelos. Porém, existem alguns casos em que esse padrão não é encontrado, sendo as leis de Mendel quebradas, e um dos alelos é herdado numa proporção maior que a prevista, sendo assim, super-representado. 

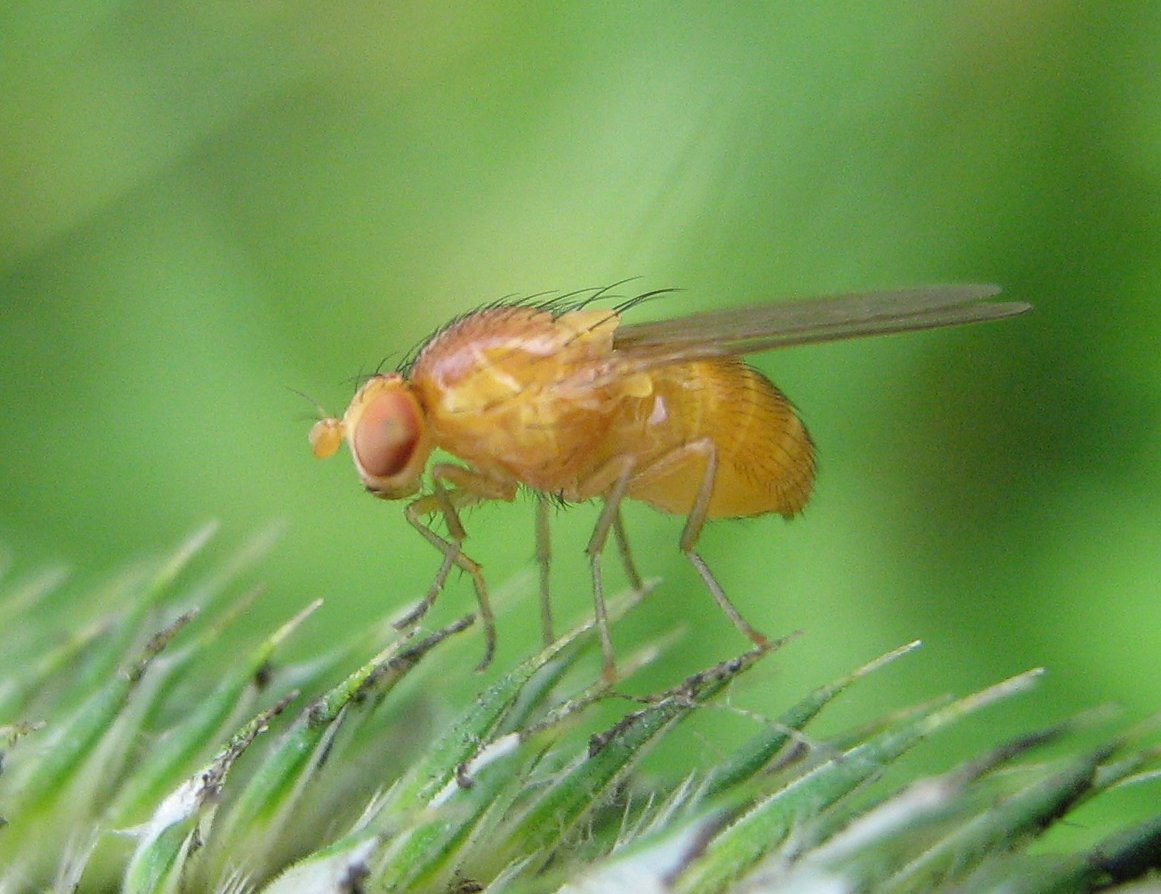
Drosophila melanogaster.

O fenômeno que ocorre com o gene de distorção da segregação na Drosophila melanogaster também é conhecido como desvio meiótico. Nesse exemplo, um alelo é chamado de sd, e o outro do mesmo loco é chamado de “+”. Dessa forma um heterozigoto é um organismo sd/+. Acontece que, mais que 90% da prole de machos heterozigotos tem o gene sd porque o espermatozoide com o alelo + não consegue se desenvolver normalmente. Dessa maneira, um gene de distorção pode ser vantajoso seletivamente, ao ponto de o alelo que está presente em mais de 50% da prole de um heterozigoto aumenta automaticamente sua frequência e é provável que dissemine na população. Uma vez que fosse fixado, esse efeito desapareceria desde que a segregação ocorresse normalmente nos homozigotos. Porém, nesse caso outros fatores estão atuando na fixação desse gene. Os espermatozoides anormais são inférteis e a fertilidade dos machos heterozigotos está proporcionalmente diminuída. Um macho sd/+ possui cerca de 50% da fertilidade de um macho normal. Assim, a fixação seria prejudicada por essa infertilidade prejudicar a produção de descendentes. Entretanto, pelos menos alguns alelos da distorção produzem, nos heterozigotos, um número de cópias de sí mesmos que é suficiente para que haja uma vantagem seletiva automática. Esses alelos produzem mais cópias de si mesmos do que os heterozigotos mendelianos normais são capazes de produzir, de tal modo que há um aumento em sua frequência até que haja sua fixação. Essa distorção de segregação causa uma pressão seletiva em todos os outros genes, onde todos os demais genes em todos os locos sofrem uma desvantagem causada por essa distorção. Só que no caso desse desvio meiótico nas moscas-de-frutas, há um conflito intragênico, pois a seleção está agindo em direções conflitantes sobre diferentes genes do mesmo indivíduo, onde a seleção do gene sd favorece a distorção da segregação e a seleção em outros genes favorece a retomada da segregação normal, mendeliana. Não se sabe quais genes que vencerão essa briga, pois dependem de vários fatores, mas o importante nesse caso é que fica claro que a seleção natural pode favorecer uma adaptação que é de interesse de um único gene (ex. sd) dentro de um corpo.

### Em nível de célula

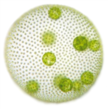
Volvox : um exemplo de indivíduo weismannista. As células mais escuras são as germinativas.

Em organismos weismannistas, em que há separação das linhagens celulares somáticas e germinativas, a seleção entre as linhagens celulares tem pouca força. Uma célula pode mutar e tornar-se capaz de reproduzir outras linhagens celulares e  proliferar no organismo, a exemplo do câncer. Mas essa “adaptação” não será transmitida aos descendentes ao menos que tenha surgido em células germinativas. Qualquer linhagem celular somática se extingue com a morte do organismo, desse modo, a seleção celular não é importante nesses seres vivos. Porém, existem organismos em que uma nova geração pode desenvolver-se a partir de mais do que uma linhagem celular, e nesse caso é possível seleção entre as linhagens. Nos primeiros estágios do desenvolvimento as células serão todas geneticamente idênticas, pelo fato de terem partido de uma única célula em divisão, nesse caso a seleção é nula. Porém se eventualmente, em uma divisão, ocorrer uma mutação e essa aumentar a taxa de reprodução dessas células mutadas, a linhagem celular proliferará como um câncer, às expensas das outras linhagens celulares. Nesse exemplo, a seleção entre as linhagens celulares foi prejudicial ao organismo. Segundo Whitham e Slobodchikoff (1981), a seleção celular também pode ser benéfica ao indivíduo, como ocorre nas plantas, onde a seleção de linhagens celulares permite que o indivíduo se adapte as variações ambientais mais rapidamente do que seria possível com a herança de um típico indivíduo weismannista.

### Em nível de indivíduo
A seleção em nível de indivíduo é a mais esclarecida e a mais aceita pela comunidade científica. Existem vários exemplos claros de esse tipo de seleção existe, como a do bico dos pica-paus que era um dos exemplos favoritos do Charles Darwin. É obvio que o pica-pau pode se alimentar o ano todo de insetos que vivem sob as cascas de árvores e da seiva dessas árvores, devido ao seu bico poderoso característicos. Essa e outras adaptações do pica-pau é que favorecem sua sobrevivência em seu habitat. Outro exemplo bem fácil de observar essa seleção é o da adaptação dos tentilhões de Galápagos. Os tentilhões demonstraram uma extrema diversificação entre e dentro das ilhas, que proporcionou a Darwin a ligação entre o processo de especiação e a seleção natural, representada pelas diferenças de alimentação e hábitat ocupado por cada espécie. Desse modo é difícil duvidar que as adaptações dos organismos existam e que a seleção natural pode estar a favor delas.

### Em nível de grupo
Quando a seleção natural atua em nível de grupo, acredita-se que a fixação de um alelo numa população é dada pelo interesse do grupo, independente sé será vantajoso ou não para o indivíduo. É difícil imaginar exemplos de seleção de grupo na natureza, porém existem experimentos em laboratório que sugerem sua existência. Um exemplo hipotético é o proposto por Wynne-Edwards, em Animal Dispersion in Relation to Social Behaviour (1962). Nesse trabalho Wynne-Edwards sugere que os animais restringem sua reprodução de acordo com as limitações de alimento que encontram. Por exemplo, numa escarces de alimento, é mais vantajoso para o grupo que os indivíduos do grupo se reproduzam menos, para evitar que o alimento se acabe e haja a extinção do grupo, mesmo que isso não favoreça o indivíduo. Adaptações são propriedades daqueles níveis de hierarquia da vida que apresentam herdabilidade, no sentido de que as mudanças genéticas são herdadas pela prole naquele nível.  Dessa forma, supõe-se que a seleção de grupo em que a seleção produz adaptações para o benefício de grupos de indivíduos não aparentados, tenha pouca força, uma vez que existe uma baixa correlação genética (herdabilidade) entre as gerações sucessivas do grupo.

### Em nível de espécie
A seleção de espécie é independente da seleção natural, pois relaciona características interespecíficas. Ou seja, características da espécie que vai ser mais adaptada às condições ecológicas do que a outra característica de outra espécie. Essas características podem, por exemplo, aumentar a taxa de extinção de uma espécie ou aumentar sua taxa de especiação, como ocorre no caso dos gastrópodes, que é um exemplo clássico para a visualização de seleção nesse nível. As espécies de gastrópodes que possuem desenvolvimento direto formam populações mais restritas e pouco dinâmicas, dessa forma tendem a se especiar mais. Uma vez que entre as populações isoladas não há fluxo gênico, o genoma dos organismos é cada vez mais distinto, levando a especiação. Já a taxa de extinção é maior, pois possuem uma variedade genética pequena na população e dessa forma estão sujeitas aos prejuízos das mudanças ecológicas. Já as espécies que se reproduzem por larva possuem uma taxa de especiação menor, pois estão frequentemente trocando informações genéticas, por serem móveis (planctônicas). Por outro lado apresentam uma taxa de extinção bem menor quando comparada as espécies de desenvolvimento direto, isso ocorre por serem móveis e por estarem mais bem adaptadas as adversidades do meio uma vez que possuem uma troca genética maior. Nesse exemplo, qual é então a espécie que é favorecida? Para que seja possível responder essa pergunta, devem ser levadas em consideração as condições em que essas espécies vão se encontrar. As vantagens adaptativas vão de acordo com as variações ecológicas a qual elas estão expostas.